# T.J. Espinoza
Trey Jeremy Espinoza, lepiej znany jako T.J. Espinoza (ur. 10 sierpnia 1980 w San Jose) – amerykański tancerz i aktor.

## Życiorys
Urodził się i wychowywał w San Jose w Kalifornia. Ma pochodzenie indiańskie, hiszpańskie i francuskie. Ma młodszych braci – Derricka i Bretta. Chciał być naukowcem zajmującym się biologią morza, pracą w zoo lub prawnikiem.
Mając 19 lat trafił do młodzieżowego magazynu „Bop”. Swoją karierę rozpoczął jako model. Jego pierwszym albumem był If No One Loves Me. Współpracował z Janet Jackson. Na dużym ekranie zadebiutował u boku Freddiego Prinze'a Jr. i Rachael Leigh Cook w komedii romantycznej Cała ona (1999).
Sławę zdobył jako tancerz, który wystąpił w teledyskach do piosenek Britney Spears: „…Baby One More Time” (1999), „Sometimes” (czerwiec 1999), „(You Drive Me) Crazy” (wrzesień 1999), „Oops I Did it Again” (2000) i „Born To Make You Happy” (2000), a także tancerz na jej pierwszych koncertach.